# Janczyce-Kolonie
Janczyce-Kolonie – część wsi Janczyce w Polsce, położona w województwie świętokrzyskim, w powiecie opatowskim, w gminie Baćkowice.
W latach 1975–1998 Janczyce-Kolonie administracyjnie należały do województwa tarnobrzeskiego.